# Bázna

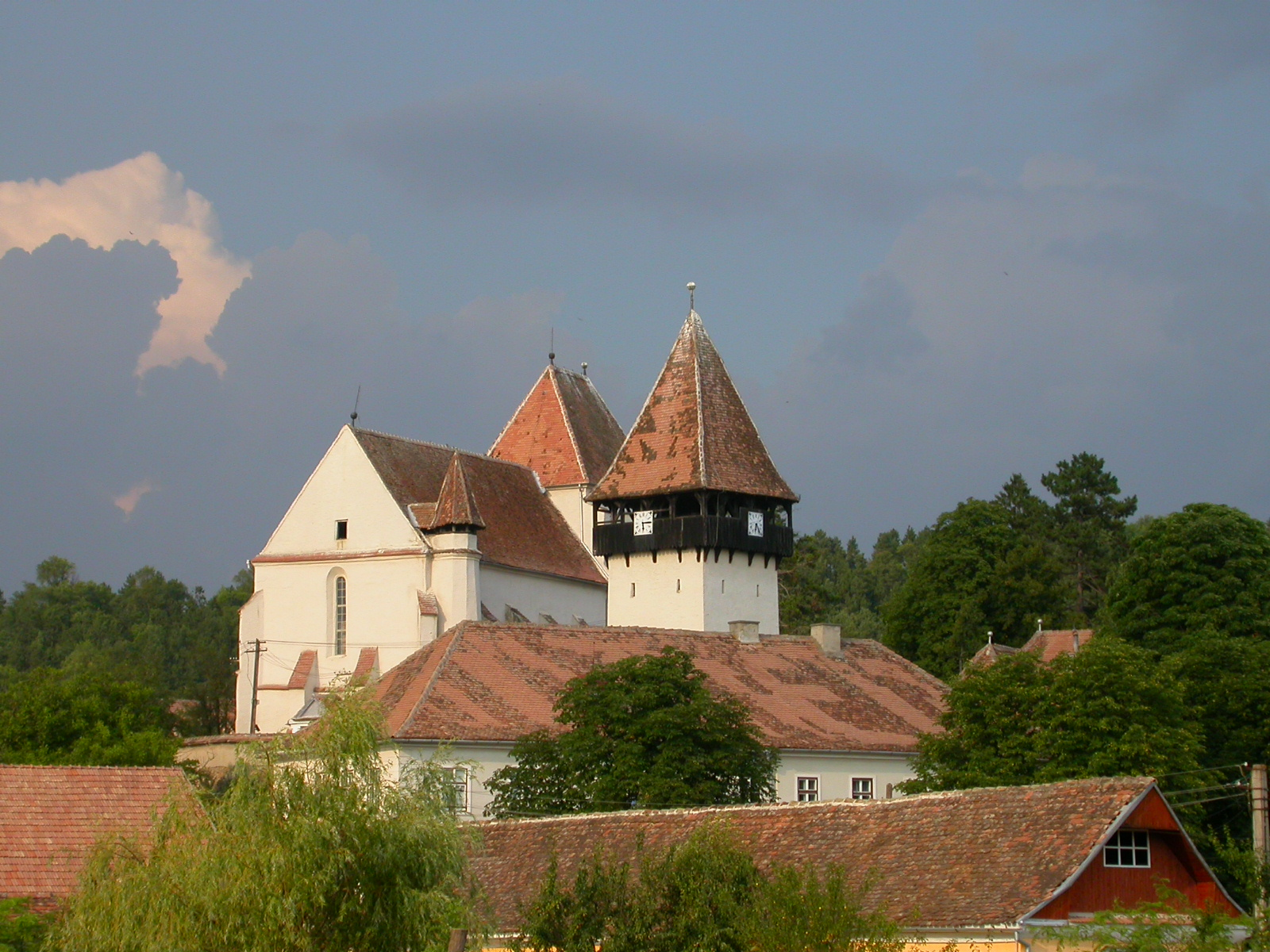

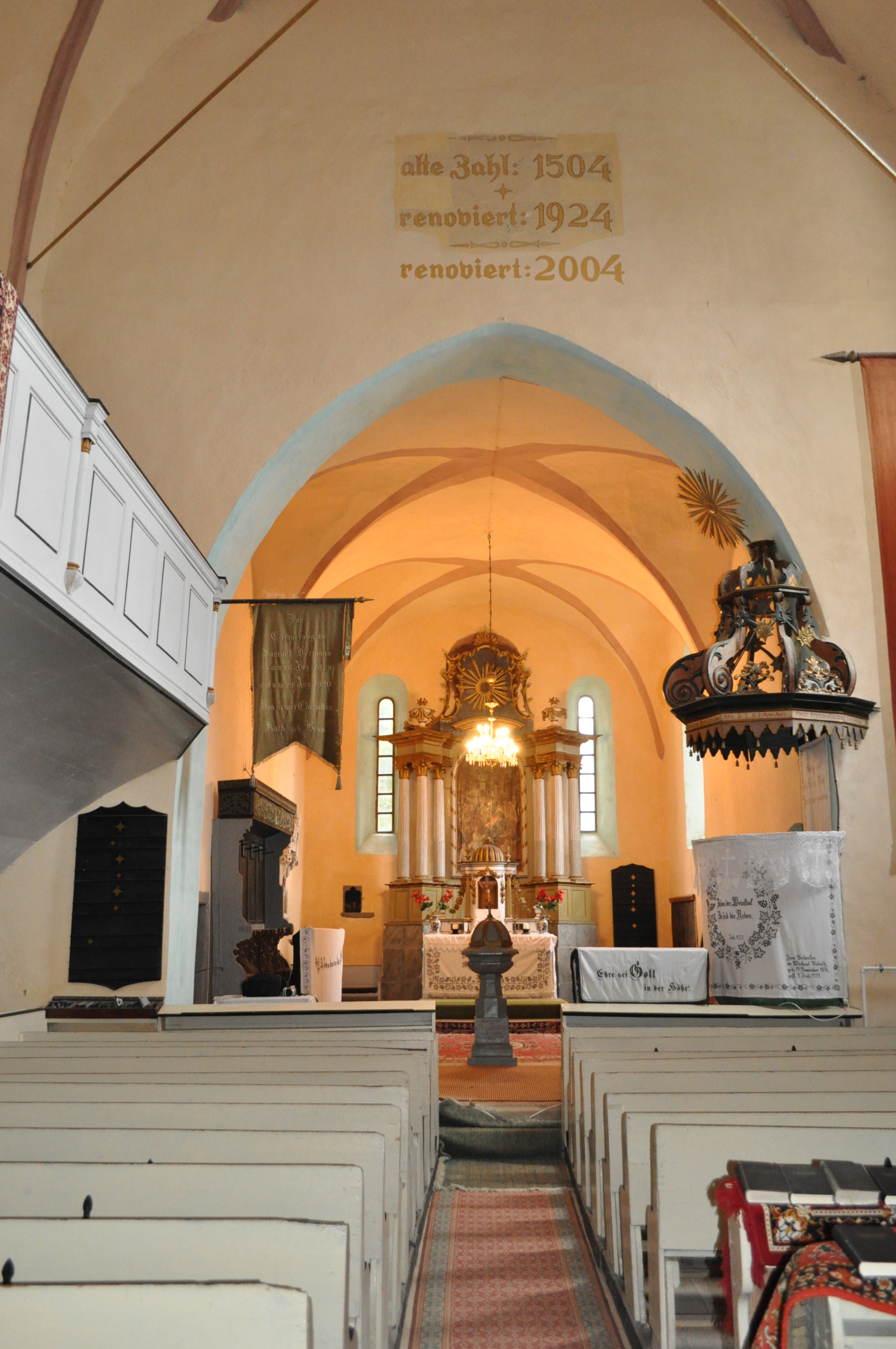

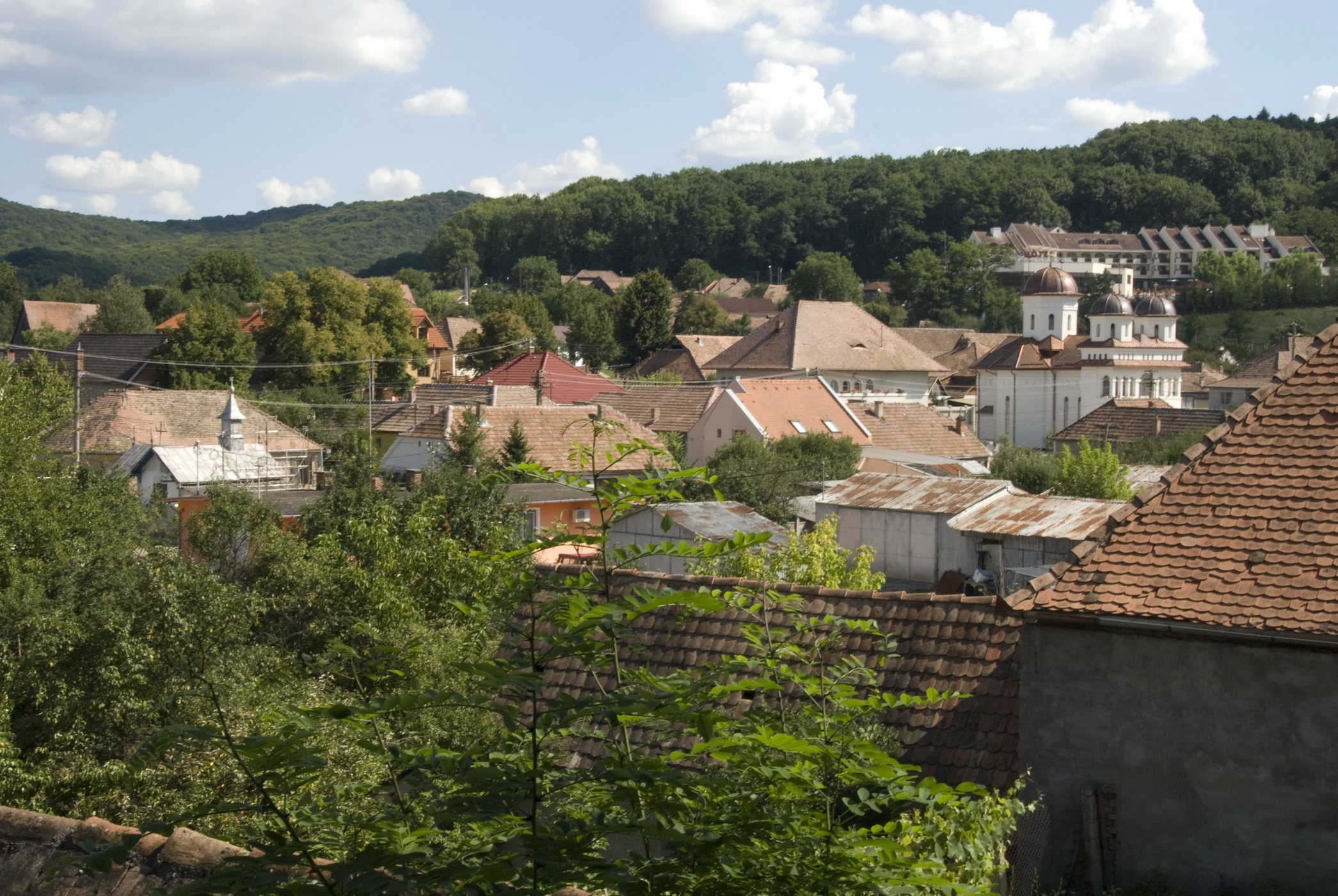

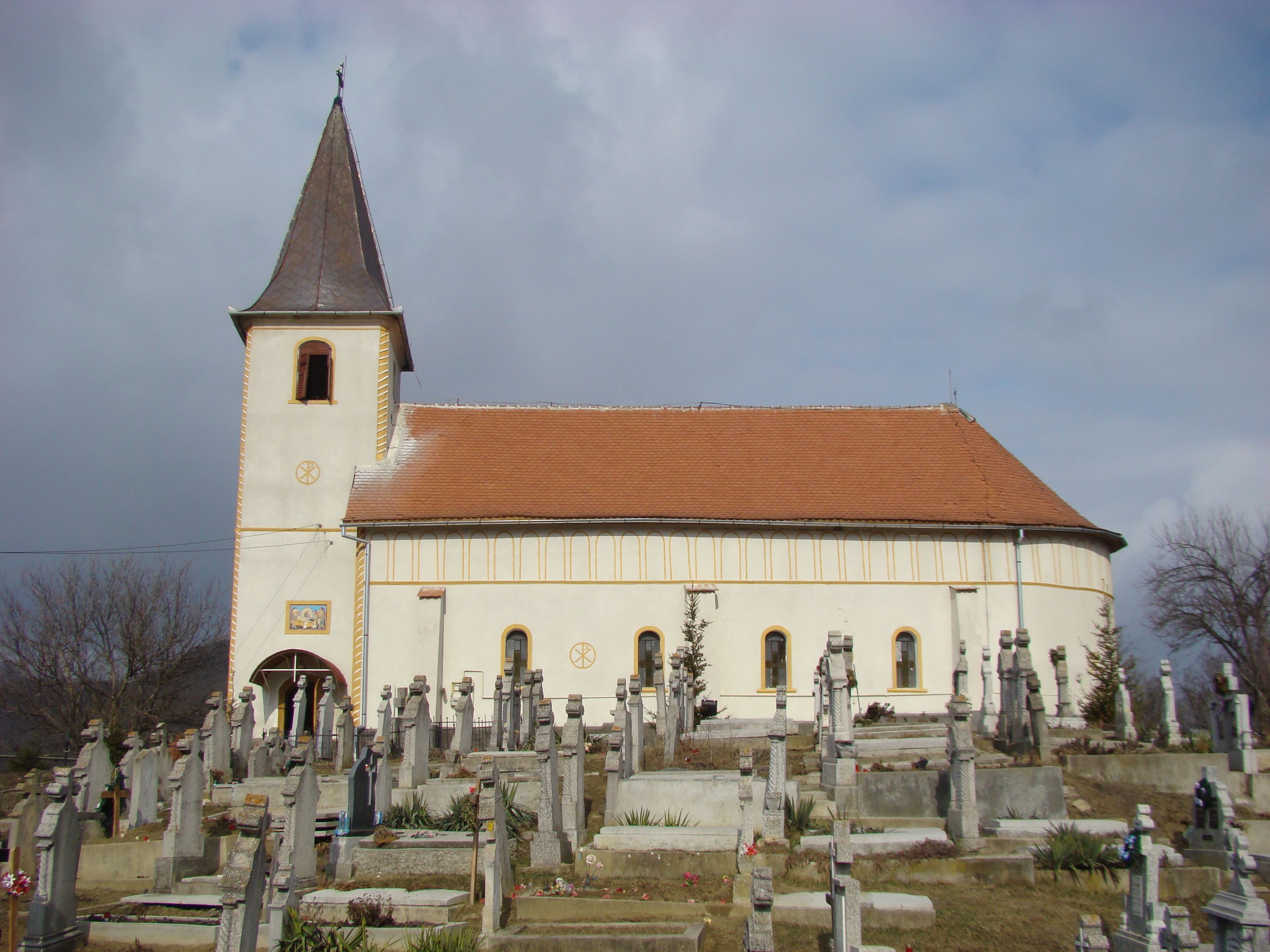
A régi ortodox templom

Bázna (más néven Felsőbajom, románul Bazna, korábban Baiumul de Sus, németül Baassen, korábban Ober-Bassen, szászul Baußen) falu Romániában, Szeben megyében, az azonos nevű község központja.

## Fekvése
Medgyestől közúton 9 km-re északnyugatra fekszik. A várostól 5–600 méteres hegyek választják el.

## Nevének eredete
Neve a szláv *bъzьna (= bodzás) szóból ered. 1302-ben Bozna, 1328-ban Bazna, 1587-ben Bayon néven említik.

## Története
A 13. században települt medgyesszéki szász szabadfalu volt. 1359-ben kezdődött évszázadokig tartó határvitája Völccel, melyet 1415-ben a konstanzi zsinaton tartózkodó Luxemburgi Zsigmond elé terjesztett. A per csak 1850-ben zárult le végleg. 1698-ban 29 szász és hét román gazda, két szász szolgaszemély, nyolc szász özvegy és négy román pásztor lakta. Román lakói 1810-ben tértek át a görögkatolikus hitre. Szász lakói a 19. és a 20. században háziiparként széles karimájú szalmakalapokat készítettek és hajdinaszalmából seprűt kötöttek.
Gyógyforrásait először 1672-ben említették mint „égő vizet”. Az történt ugyanis, hogy pásztorok felégették a száraz téli nádast, és az egyik forrás is lángra lobbant. 1762 és 1779 között Andreas Caspari tanulmányozta vizüket. 1837-ben feljegyezték, hogy meleg nyári napokon a vízben található metán lángolni kezdett. Később a medencékből feltörő gázt a főtérre vezették és ott örökmécsest világítottak vele. A fürdő kiépítésére 1843-ban részvénytársaságot hoztak létre és 1845-ben már 647 vendége volt. Ettől kezdve Erdély egyik legjelentősebb fürdőhelyének számított. 1877-ben a Breckner család tulajdonába került, de az örökösök elhanyagolták, ezért 1905-ben a helyi evangélikus egyház vette át és fejlesztette tovább. 1908-ban 731 szálló fürdővendége volt. Közülük 354 volt nő, 243 férfi és 134 gyerek, nemzetiségi összetételük szerint 358 magyar, 260 szász (ezek fele a környező falvakban élő gazdálkodó), 83 román és 30 zsidó. A fürdőszemélyzet harminc főből állt. A fürdőzők egy részét a helybeli szász családok szállásolták el. A fürdőteleptől keletre lévő hegyoldalt 1910-ben fenyőkkel ültették be. Az 1946-os államosítás után egy nagy éttermet építettek a tömegnyaraltatás új igényének kiszolgálására, azonban az 1980-as évekre a fürdőtelepet elhanyagolták, és elromosodott.
1870 után a mangalica és az angol berkshire sertés keresztezésével kitenyésztették a fekete, első lábai körül és afölött keresztbe világos csíkot viselő báznai sertést, amely az első világháború után egész Erdélyben elterjedt. 1903-ban a fürdőtelepet bérlő Breckner család sólepárló üzemet létesített, amelyet nemsokára a budapesti Édeskuty cég vásárolt meg, és az itt előállított jódos-brómos sót Victoria márkanéven forgalmazta.
1912-ben kezdték meg a próbafúrásokat földgáz felkutatására. 1914-en egy fúrószonda alatt besüppedt a föld, és egy 10 méter átmérőjű, 14 méter mély kráter keletkezett. A kráter megtelt vízzel, és a báznai gyerekek fürdőhelyévé vált. Nemsokára megkezdődött a gáz hasznosítása. 1938-ban 19 072 km³ gázt termeltek ki.
Medgyesszékhez, 1876-tól Kis-Küküllő vármegye hosszúaszói, 1878-tól dicsőszentmártoni járásához tartozott. Az evangélikus egyház 1922-ben téglagyárat építtetett, amelyet a kommunista hatalomátvételkor államosítottak. Első román polgármestere 1936-ban lépett hivatalba. 1946-ban ötvenhat román telepes családot költöztettek be a Szovjetunióba deportált szászok házaiba, főként a két Küküllő környékéről és néhány családot Moldvából.
2007-ben a Romgaz első alkalommal rendezte meg kéthetes nemzetközi sakktornáját a gyógyszállóban.

## Népessége
- 1723-ban 60 szász és 16 román családfő élt a településen.
- 1850-ben 1133 lakójából 687 volt német, 315 román és 131 cigány nemzetiségű; 687 evangélikus és 446 görögkatolikus vallású.
- 1900-ban 1456 lakójából 927 volt német, 515 román és 14 magyar anyanyelvű; 927 evangélikus, 508 görögkatolikus és 12 református vallású.
- 2002-ben 1727 lakosából 1076 volt román, 518 cigány, 110 magyar és 20 német nemzetiségű; 1448 ortodox, 87 pünkösdista, 80 református, 54 baptista és 31 evangélikus vallású.

## Látnivalók
- 15. századi szász evangélikus erődtemploma a faluban, kis halmon áll. Ovális védőfalát egy vaskos négyszögű kaputorony erősíti. Tornyában három harang található, ezek közül egyik a 14. század végén, a másik a 15. század közepén vagy második felében, a harmadik 1455-ben készült.[6] 1704-ben a kurucok felégették, 1880-ban földrengés rongálta meg.
- A faluközponttól két kilométerre délre fekvő régi fürdőtelep épületei elhagyatottak, romosak. A telep több egymással párhuzamos, észak–déli irányú sétányból állt, amelyeket szállodák és magánvillák szegélyeztek. A telep központi épületét, amely éttermet és kádfürdőket foglalt magába, 1853-ban építették, mellette később báltermet húztak fel. Ezektől északra 1890-ben építették a gyógyszalont és az iszapfürdőt. A fürdőmedencék, források és kutak a területen elszórva helyezkedtek el.
- A szocializmus idején épült, a Romgaz által üzemeltetett gyógyszálló fedett medencével és szabadtéri stranddal a falutól délkeletre, a régi fürdőtelep szélén, egy húsz hektáros parkban található. A víz gazdag konyhasóban, klórban és jódban. A tó fenekéről felhozott iszapot pakolásként alkalmazzák.
- A Kráter-tó 1914-ben, egy gázszonda beomlásával keletkezett a fürdőhely északkeleti részén. Mélyéből metángáz bugyog.

## Híres emberek
- Itt született 1899. január 14-én Theodor Kräutner geológus.